# Phaonia peregrinans
Phaonia peregrinans är en tvåvingeart som beskrevs av Huckett 1965. Phaonia peregrinans ingår i släktet Phaonia och familjen husflugor.
Artens utbredningsområde är Alaska. Inga underarter finns listade i Catalogue of Life.